# ルイス・ウォルハイム
ルイス・ウォルハイム（Louis Wolheim、1880年3月28日 - 1931年2月18日）は、アメリカ合衆国の俳優。

## 出演作品
- 西部戦線異状なし
- 曳かれ行く男
- 狼の唄
- 目覚め
- 暴力団
- テンペスト
- ソレルと其の子
- 美人国二人行脚
- 霧の中の顔
- 狂へる悪魔
- シャーロック・ホームズ（1922年）